# Emili Martínez Ballester
Emili Martínez Ballester (Manresa, Bages, 5 d'agost de 1943 - La Nou de Berguedà, Berguedà, 10 de setembre de 2020) fou un muntanyenc, alpinista, dirigent esportiu, activista social, sindicalista i polític català.
S'inicià amb l'escalada el 1962. Des dels anys nouranta havia recorregut molts països d'Europa i Àfrica. Entre les seves primeres ascencions destaca la "via Bages", en una desconeguda paret de Mali l'any 2002, o la "via dels catalans", primera absoluta a l'Urgaz, una de les agulles del massís.
Fou president del Centre Excursionista de la Comarca del Bages (CECB) entre 1975 i 1980, emtitat amb la qual estigué molt compromés, així com també ho estigué amb la FEEC, participant activament en la seva reconstrucció en paral·lel a la transició a la democràcia.
En la seva vertent social i política, fou regidor pel PSUC al primer ajuntament democràtic manresà, i un dels dirigents més significats d’aquest partit. Va substituir Francesc Padullés quan aquest últim va ser escollit diputat al Parlament de Catalunya. Va ser escollit responsable polític del PSUC a Manresa per fer de mediador entre els dos sectors que van acabar enfrontats al cinquè congrés del partit i que va acabar amb la creació del Partit dels Comunistes de Catalunya i, més endavant, el naixement d'Iniciativa per Catalunya (ICV). Durant un temps va continuar sent un dels responsables d'Iniciativa a Manresa. Com a militant del PSUC, també formà part d'alguns comitès de direcció i fou delegat sindical de CCOO de Banca, sector al qual estigué vinculat professionalment, fins que es va prejubilar. Estava molt vinculat a la Plataforma en Defensa de les Pensions Públiques i els Drets de la Gent Gran, i era el tresorer de l'Associació de Veïns de Ciutat Vella de Barcelona. Estava casat amb la treballadora social i una de les impulsores del Consell de la Dona de Manresa, Montser-rat Margarit.
El 10 de setembre de 2020 va morir a causa d'una caiguda d'una roca, mentre escalava a la zona dels Serrats de la Creueta, al terme municipal de la Nou de Berguedà.